# Вставна новела
Вставна́ нове́ла — невеликий, відносно автономний твір (чи фрагмент твору) в межах роману, повісті, поеми, епопеї тощо, пов'язаний з художньою структурою цих жанрів, але відгалужений від неї своєю сюжетною лінією.
Вставна новела відома з античних часів («Золотий осел» Апулея), спостерігається вона і в творах нової та новітньої літератури («Повія» Панаса Мирного, «Берег любові» Олеся Гончара тощо).

## Джерело
- Літературознавчий словник-довідник за редакцією Р. Т. Гром'яка, Ю. І. Коваліва, В. І. Теремка. — К.: ВЦ «Академія», 2007